# 松林茶场
松林茶场，是中华人民共和国湖南省衡陽市珠晖区下辖的一个类似乡级单位。

## 行政区划
下辖以下地区：
松林茶场村虚拟生活区。